# Handralu, Belur
Handralu là một làng thuộc tehsil Belur, huyện Hassan, bang Karnataka, Ấn Độ.